# Cuentos para mayores
Cuentos para mayores fue la segunda película del director venezolano Román Chalbaud. Fue estrenada en 1963 y fue su primera colaboración con José Ignacio Cabrujas. También fue su último largometraje hasta mediados de los años 1970, tiempo en el que se dedicó a la televisión y el teatro, escribiendo obras como La quema de Judas y El pez que fuma, que posteriormente llevaría al cine.

## Película
Cuentos para mayores es una película antológica, un género popular alrededor de los años 1960 y que consiste de varias secciones que pueden o no estar relacionadas entre ellas por un tema o personaje. Los segmentos de estas películas podían estar dirigidas por autores diferentes y servían como plataforma para aquellos que no tenían la experiencia o recursos necesarios para conseguir el financiamiento de un largometraje en solitario. En el caso de antológicos con un solo director, estos podían ser una decisión artística o una manera de exponer en una sola exhibición varios cortometrajes que de otra manera no llegarían al gran público.
En el caso de Cuentos para mayores, la película se divide en tres partes tituladas La historia del hombre bravo, Los ángeles del ritmo y La falsa oficina del Supernumerario, en las cuales Chalbaud experimenta con distintos hilos narrativos, atmósferas y estilos.

## Sinopsis

### La historia del hombre bravo
Similar a Caín adolescente, es la historia de una pareja humilde de un barrio de Caracas que no puede comprar medicinas para su hija enferma. Lleno de impotencia, el padre decide lesionarse a sí mismo en el trabajo para pedir compensación laboral, pero tras regresar a casa descubre que su hija ha muerto.

### Los ángeles del ritmo
Un grupo de jóvenes músicos que llevan una vida marginal y cometen actos delictivos menores, tratan de conseguir trabajo como banda a pesar de que no tienen los instrumentos adecuados. Al conseguir un contrato, alguien les presta los instrumentos pero son arrestados antes de presentarse cuando deciden dar una serenata a la novia del líder del grupo, a quien sus padres han prohibido ver.

### La falsa oficina del supernumerario
Un oficinista del Congreso es confundido con un congresista y se aprovecha económicamente de su posición al mismo tiempo que atiende las peticiones del pueblo. El oficinista huye al ser descubierto y se da cuenta de que su aventura es celebrada por los que le rodean.

## Reparto

### La historia del hombre bravo
- Carmen Mesutti
- Manuel Poblete

### Los ángeles del ritmo
- Marina Baura
- Héctor Cabrera
- Olga Henríquez
- Miguel Ángel Landa
- Lucila Herrera
- Jesús Maella
- Rolando Peña
- Cherry Navarro
- José Luis Rodríguez 'El Puma'
- Chelique Sarabia

### La falsa oficina del supernumerario
- Rafael Briceño
- Romeo Costeo
- Simón Díaz
- Aquiles Guerrero